# Anthrax hemimelas
Anthrax hemimelas är en tvåvingeart som beskrevs av Speiser 1910. Anthrax hemimelas ingår i släktet Anthrax och familjen svävflugor. Inga underarter finns listade i Catalogue of Life.